# Leptochiton medinae
Leptochiton medinae är en blötdjursart som först beskrevs av Plate 1899.  Leptochiton medinae ingår i släktet Leptochiton och familjen Leptochitonidae. Inga underarter finns listade i Catalogue of Life.